# São Benedito do Rio Preto
São Benedito do Rio Preto là một đô thị thuộc bang Maranhão, Brasil. Đô thị này có diện tích 931,592 km², dân số năm 2007 là 17235 người, mật độ 18,5 người/km².